# ماسا دی سوما
ماسا دی سوما (به ایتالیایی: Massa di Somma) یک کومونه در ایتالیا است که در استان ناپل واقع شده‌است.

## خصوصیات
ماسا دی سوما ۳٫۵ کیلومترمربع مساحت و ۵٬۴۴۹ نفر جمعیت دارد و ۱۷۵ متر بالاتر از سطح دریا واقع شده‌است.